# Somatogyrus subglobosus
Somatogyrus subglobosus är en snäckart som beskrevs av Thomas Say. Somatogyrus subglobosus ingår i släktet Somatogyrus och familjen tusensnäckor. Inga underarter finns listade i Catalogue of Life.